# Canal de Castilla
Canal de Castilla är en kanal i Spanien. Den ligger i den norra delen av landet, 250 km norr om huvudstaden Madrid.